# Jacob Barth
Jacob Bøckmann Barth, född 11 mars 1822 i Kristiansand, död 27 mars 1892 i Lillehammer, var en norsk skogsman.
Barth blev student 1841 och juris kandidat 1846, varefter han ett år var lärare i zoologi och botanik vid Kristiania borgarskola, därefter (1849-52) studerade zoologi i Lofoten och Vesterålen samt med statsunderstöd skogsvetenskap i Tyskland, Danmark och Sverige. Efter hemkomsten anställdes han 1855 som forstman och var sedan 1860 forstmästare i Gudbrandsdalen och Valdres.
Barth var en flitig författare, men en ännu ivrigare jägare och ansågs vara en av sin tids bästa norska skyttar. Han var även en varm naturvän, som i alla naturens företeelser sökte det ändamålsenliga; hans naturuppfattning var alltigenom teleologisk, vilket också framträder i hans skrifter. Dessa behandlar skogshushållning och jakt, medan andra är populärt naturskildrande. Han skrev även en mängd uppsatser i tidskrifter och tidningar; många översattes i "Svenska Jägarförbundets Nya tidskrift". Han uppträdde också som polemisk författare i nyrationalistisk riktning, särskilt riktande sig mot professor Fredrik Petersen och biskop Johan Christian Heuch.